# William Jerome
William Jerome (*  30. September 1865 in Cornwall-on-Hudson, New York; † 25. Juni 1932 in New York City) war ein US-amerikanischer Songtexter.

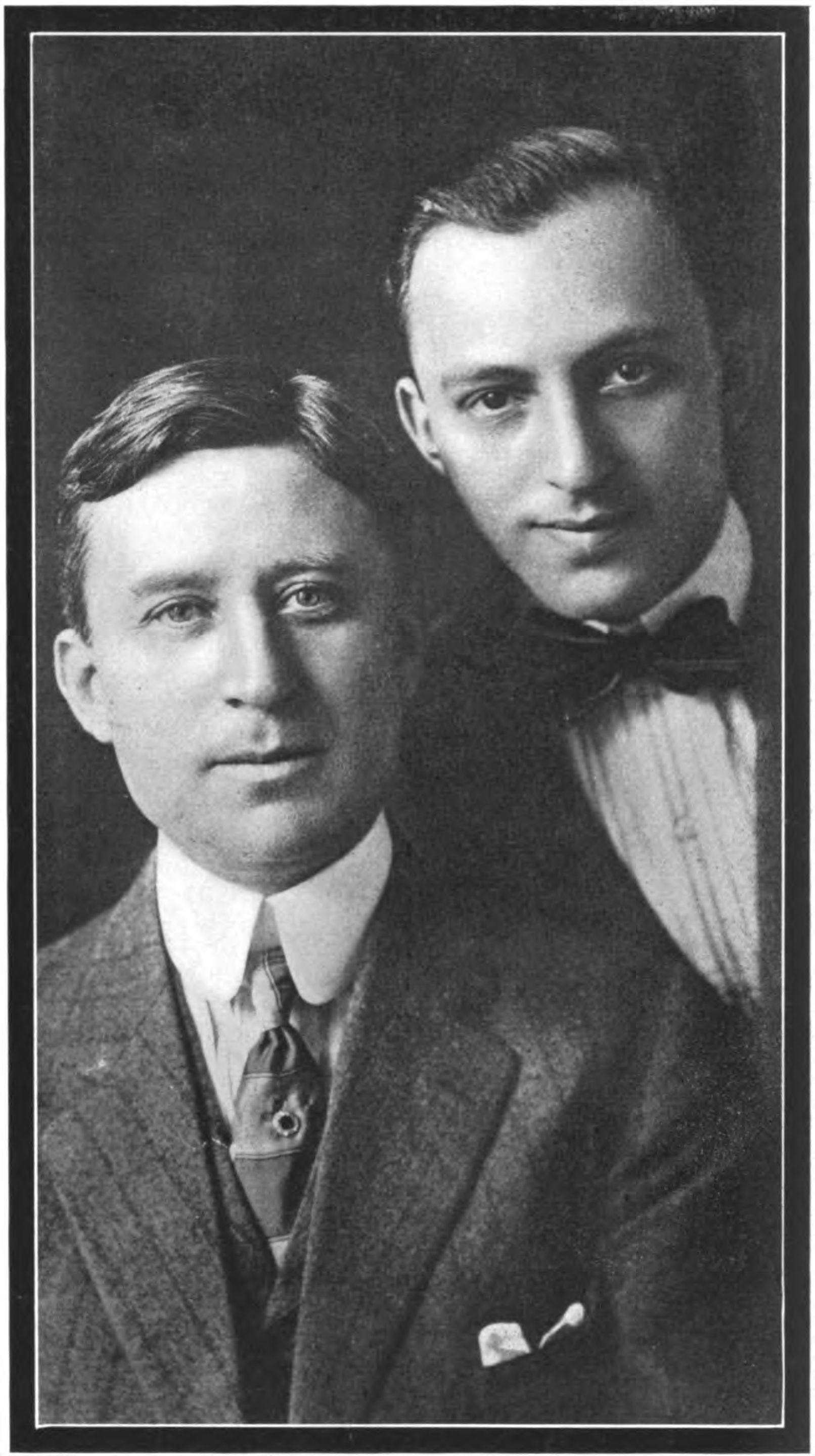
William Jerome (links) und Jean Schwartz 1909

Jerome war der Sohn irischer Einwanderer. Mit 18 Jahren verließ er sein Elternhaus und spielte zunächst in Minstrel Shows. Dann wurde er Musikverleger. Jerome bildete von 1901 bis 1913 ein Songwriter-Team mit Jean Schwartz; die beiden schufen viele Hits, häufig im Ragtime-Stil. Besonders bekannt ist ihr Chinatown, My Chinatown. Weitere seiner Hits waren My Irish Molly O (mit Schwartz), Old King Tut, And The Green Grass Grew All Around (mit Harry Von Tilzer), That Old Irish Mother of Mine (1920), Bedelia, On The Old Fall River Line (mit Harry Von Tilzer, Andrew B. Sterling), Row, Row, Row (mit James V. Monaco) und Get Out and Get Under the Moon (mit Charles Tobias). Sein Mr. Dooley mit Schwartz wurde in The Wonderful Wizard of Oz interpretiert.
Neben Schwartz arbeitete er mit Walter Donaldson, Louis Hirsch, Harry Tierney und Harry Von Tilzer.
Auch seine Ehefrau Maude Nugent Jerome schrieb viele Songs mit irischen Themen, zum Beispiel 1896 Sweet Rosie O'Grady.
1914 bis 1925 war er einer der ASCAP-Direktoren.